# Pirelli Stadium
O Pirelli Stadium é um estádio de futebol localizado em Burton upon Trent, Staffordshire, na Inglaterra. É a casa do Burton Albion e tem uma capacidade de 6.912 lugares sentados.

## História

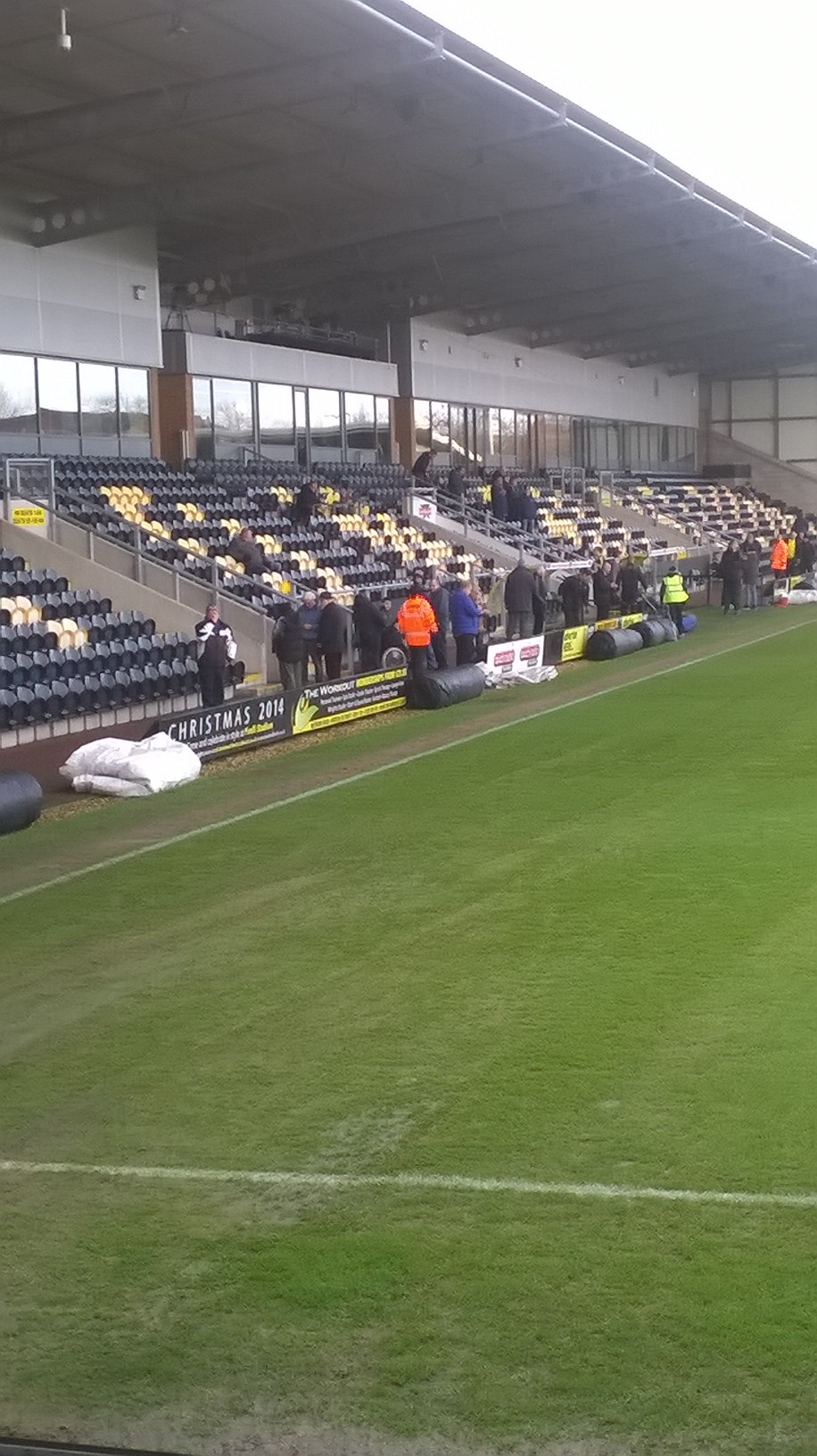
Arquibancada Sul do Pirelli Stadium

Foi construído em 2005 e é a atual casa do Burton Albion FC, substituindo o antigo estádio do clube, o Eton Park, também na Princess Way, que foi demolido e transformado em conjunto habitacional. O terreno foi construído na antiga sede da  Pirelli Reino Unido Pneus Ltda, com o terreno doado ao clube pela Pirelli , em troca dos direitos de nomeação do estádio. Foram gastos £ 7,2 milhões para construí-lo.

## Estrutura e instalações

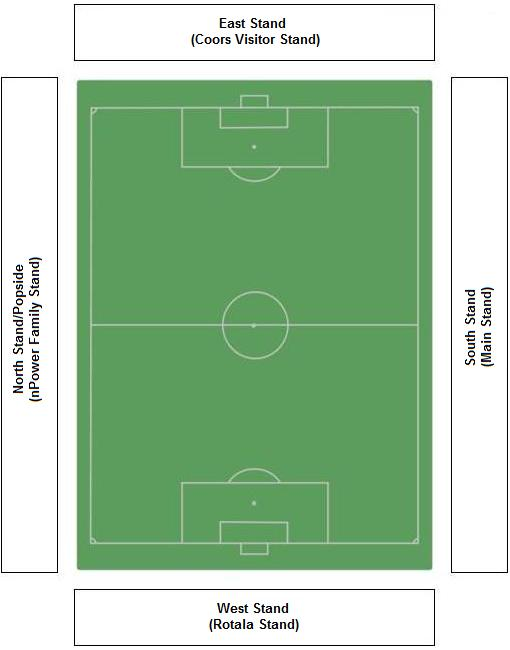
Croqui do Pirelli Stadium

O estádio é dividido em quatro arquibancadas(setores) de camada única. A Arquibancada Sul é o principal setor, com maior número de cadeiras.
O setor principal (arquibancada sul) possui salas de conferências (a mais ampla com capacidade para 300 espectadores), sala de imprensa, instalações médicas, loja do clube e o chamado Centro de Estudos Burton Albion. Em dias de jogos há oito bilheterias (caixas) disponíveis, em todo o setor principal. As principais instalações de administração do clube também estão localizados neste setor. Também conta com quatro bares, em cada setor de arquibancada há pelo menos um, que funcionam antes e durante os jogos. Outras características do estádio incluem placar eletrônico, e um posto de controle policial, localizado no canto entre as arquibancadas Sul e Leste.